# 琿春駅
琿春駅（こんしゅんえき、中国語:珲春站、朝鮮語:훈춘역/琿春驛、ロシア語:Железнодорожный вокзал г. Хуньчунь）とは、中華人民共和国吉林省延辺朝鮮族自治州琿春市に位置する吉琿旅客専用線の駅である。中国の高速鉄道で最東端の駅である。当駅への高速鉄道延伸により、長吉都市間鉄道区間を含めて長琿都市間鉄道と呼ぶようになった。
なお、図琿線の琿春南駅は2010年10月まで「琿春駅」と呼ばれていた。

## 歴史
- 2015年 - 開業。

## 隣の駅
中華人民共和国鉄道部
吉琿旅客専用線
図們北駅 - 琿春駅

## ギャラリー
- 琿春駅プラットフォーム。
- 琿春駅2Fから構内全体を見渡す
- 琿春駅の改札
- ライトアップされた夜の琿春駅
- 琿春駅の旧駅舎。ただし実際に運用されたことがない。